# Вейн (Західна Вірджинія)
Вейн (англ. Wayne) — місто (англ. town) в США, в окрузі Вейн штату Західна Вірджинія. Населення — 1443 особи (2020).

## Географія
Вейн розташований за координатами 38°13′30″ пн. ш. 82°26′29″ зх. д. / 38.22500° пн. ш. 82.44139° зх. д. (38.224894, -82.441406).  За даними Бюро перепису населення США в 2010 році місто мало площу 1,87 км², уся площа — суходіл. В 2017 році площа становила 2,16 км², уся площа — суходіл.

## Демографія
Згідно з переписом 2010 року, у місті мешкало 1413 осіб у 635 домогосподарствах у складі 374 родин. Густота населення становила 757 осіб/км².  Було 693 помешкання (371/км²).
Расовий склад населення:
| - 98,2 % — білих - 0,4 % — корінних американців - 0,4 % — азіатів - 0,1 % — чорних або афроамериканців |

До двох чи більше рас належало 0,8 %. Частка іспаномовних становила 0,4 % від усіх жителів.
За віковим діапазоном населення розподілялося таким чином: 24,2 % — особи молодші 18 років, 58,3 % — особи у віці 18—64 років, 17,5 % — особи у віці 65 років та старші. Медіана віку мешканця становила 38,8 року. На 100 осіб жіночої статі у місті припадало 84,2 чоловіків;  на 100 жінок у віці від 18 років та старших — 78,2 чоловіків також старших 18 років.
Середній дохід на одне домашнє господарство  становив 28 640 доларів США (медіана — 17 559), а середній дохід на одну сім'ю — 36 542 долари (медіана — 24 583). Медіана доходів становила 41 635 доларів для чоловіків та 20 250 доларів для жінок. За межею бідності перебувало 47,0 % осіб, у тому числі 54,4 % дітей у віці до 18 років та 17,0 % осіб у віці 65 років та старших.
Цивільне працевлаштоване населення становило 402 особи. Основні галузі зайнятості: освіта, охорона здоров'я та соціальна допомога — 28,1 %, виробництво — 14,7 %, транспорт — 11,4 %, роздрібна торгівля — 10,4 %.